# Gebändertes Rotschenkelhörnchen
Das Gebänderte oder Streifige Rotschenkelhörnchen (Funisciurus lemniscatus) ist eine Hörnchenart aus der Gattung der Rotschenkelhörnchen (Funisciurus). Es kommt in Teilen Zentralafrikas vor. Es lebt in Regenwaldgebieten des Flachlandes und ernährt sich Im Vergleich zu anderen Arten der Gattung zu einem vergleichsweise großen Anteil von Termiten und Ameisen.

## Merkmale
Das Gebänderte Rotschenkelhörnchen erreicht eine durchschnittliche Kopf-Rumpf-Länge von 15,0 bis 17,7 Zentimetern, der Schwanz ist 115 bis 145 Zentimeter lang. Das Gewicht beträgt etwa 120 bis 160 Gramm. Die Hinterfußlänge beträgt 33 bis 41 Millimeter. Es handelt sich um ein kleines Hörnchen mit einem braunen Rückenfell, die Haare sind fein schwarz und sandfarben gebändert. Auf den Körperseiten befinden sich beiderseits je zwei dunkelbraune bis schwarze Streifen, die vom Nacken bis zum Rumpf reichen. Die inneren Streifen werden durch den braunen Rücken getrennt, die äußeren Streifen durch einen schmaleren gelb-braunen Streifen. Das Bauchfell ist weiß oder sandfarben. Die Schwanzlänge beträgt etwa 80 % der Kopf-Rumpf-Länge. Er ist buschig mit langen Haaren, die Oberseite ist gräulich sandfarben und die Unterseite gelblich-sandfarben. Die Weibchen haben zwei paarige Zitzen (0+0+1+1=4).
| 1 | · | 0 | · | 2 | · | 3 | = 22 |
| 1 | · | 0 | · | 1 | · | 3 | = 22 |

Der Schädel hat eine Gesamtlänge von 42,1 bis 43,9 Millimetern und eine Breite von etwa 22,9 bis 24,6 Millimetern. Wie alle Arten der Gattung besitzt die Art im Oberkiefer pro Hälfte einen zu einem Nagezahn ausgebildeten Schneidezahn (Incisivus), dem eine Zahnlücke (Diastema) folgt. Hierauf folgen zwei Prämolare und drei Molare. Die Zähne im Unterkiefer entsprechen denen im Oberkiefer, allerdings nur mit einem Prämolaren. Insgesamt verfügen die Tiere damit über ein Gebiss aus 22 Zähnen. Der knöcherne Gaumen endet am Vorderrand der letzten Molaren.
Das Gebänderte Rotschenkelhörnchen ähnelt anderen in der gleichen Region vorkommenden Rotschenkelhörnchen und unterscheidet sich von diesen vor allem durch seine Größe und die Färbung. Das teilweise sympatrisch vorkommende Lady-Burton-Rotschenkelhörnchen (Funisciurus isabella) ist etwas kleiner und die inneren Streifen reichen bei ihm bis zu den Ohren, zudem ist der Bereich zwischen allen Streifen sandfarben-braun und die Alarmrufe unterscheiden sich. Von den teilweise ebenfalls gemeinsam mit den beiden Arten vorkommenden Alexander-Hörnchen (Paraxerus alexandri) und Böhm-Buschhörnchen (Paraxerus boehmi) unterscheidet sich das Gebänderte Rotschenkelhörnchen durch die größere Größe und die deutlich unterschiedliche Färbung des Rückens und der Seitenstreifen.

## Verbreitung
Das Gebänderte Rotschenkelhörnchen kommt im Bereich der Westküste von Zentralafrika vom südlichen Kamerun über Äquatorial-Guinea und den größten Teil von Gabun bis in den Westen der Republik Kongo, dem Südwesten der Demokratischen Republik Kongo und der Enklave Cabinda, Angola, vor.

## Lebensweise
Das Gebänderte Rotschenkelhörnchen lebt vor allem in dichten tropischen Regenwaldgebieten des Flachlands, in Sekundärwäldern und degradierten Wäldern kommt es seltener vor.
Es lebt als Einzelgänger oder seltener in Paaren oder Kleingruppen. Dabei machen Einzelgänger bei Sichtungen mit etwa 59 % der Fälle den größten Anteil aus, in Paaren werden sie in etwa 21 %, in Kleingruppen von drei Tieren in 11 % und in Gruppen mit vier Tieren in 7 % der Fälle gesichtet. Die Einzeltiere halten dabei in der Regel mehr als einen Meter, meistens fünf bis 20 Meter Abstand. In Gefangenschaft gehaltene Paare teilten sich keine Nestbox und es kam häufiger zu Angriffen des dominanteren Tieres gegenüber dem weniger dominanten. Mit Sendern ausgestattete Paare hielten sich über mehrere Tage im gleichen Gebiet auf, hielten in der Regel jedoch einen Abstand von 15 bis 40 Metern voneinander. Die Territorien der Tiere umfassen nach Angaben einer Untersuchung etwa 1,0 bis 1,6 Hektar, mit Sendern ausgestattete Männchen bewegten sich in einer Rate von 51 Metern pro Stunde, Weibchen von 48 Metern pro Stunde.
Sie sind tagaktiv und leben als gute Kletterer im Geäst der Bäume. Die Aktivität erfolgt über den gesamten Tag nach der Morgendämmerung bis in den frühen Abend. Die Nahrung suchen sie in der Regel am Boden oder im Unterwuchs und in niedrigen Bäumen, sehr selten in Höhen über fünf Metern. Die runden Nester haben einen Durchmesser von etwa 21 Zentimetern, wobei einzelne Individuen mehrere Nester nutzen. Sie bauen sie in der Regel aus einzelnen großen Blättern, die sie mit Pflanzenfasern umwickeln und mit zwei bis drei Eingängen ausstatten. Sie werden im Geäst der Gebüsche und kleinen Bäume, in Lianen oder in Baumstämmen und Holzstapeln am Boden angelegt. Bei der Verfolgung besenderter Hörnchen nutzten fünf Individuen insgesamt 17 Nester. Werden sie durch Vibrationen gestört, verlassen sie das Nest und rennen zu einem anderen Nest in der Nähe. Die Tiere ernähren sich wie andere Arten der Gattung vorwiegend herbivor von Früchten und Samen, die etwa 59 % der Nahrung ausmachen, hinzu kommt ein vergleichsweise großer Anteil an Insekten und anderen Wirbellosen (36 %), die teilweise mit der langen Zunge aus Rinden und Spalten geholt werden. Unter den Insekten werden vor allem Ameisen und Termiten gefressen. In seltenen Fällen wurden bei Tieren bis zu 100 % Termiten im Magen gefunden, was auf eine opportunistische Ernährung deutet. Die Kommunikation der Tiere erfolgt über verschiedene Rufe, darunter ein vergleichsweise leiser Alarmruf aus einer Serie von einem bis acht, in der Regel drei, „chucks“, die die Tiere allein oder gemeinsam ausstoßen; der Ruf wird von einer Abwärtsbewegung des Schwanzes begleitet. Hinzu kommt ein sehr lauter Alarmruf bestehend aus mehreren Einzelrufen verschiedener Frequenzen, die sich aus lauten „chucks“ und „chips“ zusammensetzen und meistens in paarweisen Abfolgen oder in Tripletts gerufen werden.
Über das Paarungsverhalten der Tiere liegen nur wenige Informationen vor. Die Weibchen werfen wahrscheinlich in der Regel ein bis drei Jungtiere. Auch über Fressfeinde und Parasiten gibt es für diese Art keine Informationen.

## Systematik
Das Gebänderte Rotschenkelhörnchen wird als eigenständige Art innerhalb der Gattung der Rotschenkelhörnchen (Funisciurus) eingeordnet, die aus zehn Arten besteht. Die wissenschaftliche Erstbeschreibung stammt von dem Geologen und Naturforscher Joseph LeConte aus dem Jahr 1857, der die Tiere anhand von Individuen vom Mbini, früher Río Muni, in Äquatorialguinea als Sciurus lemniscatus beschrieb.
Innerhalb der Art werden mit der Nominatform zwei Unterarten unterschieden:
- Funisciurus lemniscatus lemniscatus: Nominatform, sie kommt nördlich des Ogooué vor, die Bauchfärbung ist weiß
- Funisciurus lemniscatus mayumbicus: Diese Unterart kommt südlich des Ogooué vor, die Bauchseite ist sandfarben.

## Status, Bedrohung und Schutz
Das Gebänderte Rotschenkelhörnchen wird von der International Union for Conservation of Nature and Natural Resources (IUCN) als nicht gefährdet („least concern“) gelistet. Begründet wird dies durch das vergleichsweise große Verbreitungsgebiet und die angenommen großen Bestände der Tiere in ihrem Lebensraum, obwohl sie selten beobachtet werden. Bestandsgefährdende Risiken für die Art sind nicht bekannt, regional könnten die Bestände aufgrund des Verlustes von Regenwald zurückgehen.

## Belege
1. 1 2 3 4 5 6 7 8 9 10 11 12 13 14 15  Louise H. Emmons: Funisciurus lemniscatus, Ribboned Rope Squirrel. In: Jonathan Kingdon, David Happold, Michael Hoffmann, Thomas Butynski, Meredith Happold und Jan Kalina (Hrsg.): Mammals of Africa Volume III. Rodents, Hares and Rabbits. Bloomsbury, London 2013, S. 56–57; ISBN 978-1-4081-2253-2.
2. 1 2 3  Richard W. Thorington Jr., John L. Koprowski, Michael A. Steele: Squirrels of the World. Johns Hopkins University Press, Baltimore MD 2012; S. 218–219. ISBN 978-1-4214-0469-1
3. ↑  Peter Grubb: Genus Funisciurus, Rope Squirrels. In: Jonathan Kingdon, David Happold, Michael Hoffmann, Thomas Butynski, Meredith Happold und Jan Kalina (Hrsg.): Mammals of Africa Volume III. Rodents, Hares and Rabbits. Bloomsbury, London 2013, S. 46–48; ISBN 978-1-4081-2253-2.
4. 1 2  Funisciurus lemniscatus in der Roten Liste gefährdeter Arten der IUCN 2016-2. Eingestellt von: P. Grubb, 2008. Abgerufen am 14. September 2016.
5. ↑  Funisciurus isabella. In: Don E. Wilson, DeeAnn M. Reeder (Hrsg.): Mammal Species of the World. A taxonomic and geographic Reference. 2 Bände. 3. Auflage. Johns Hopkins University Press, Baltimore MD 2005, ISBN 0-8018-8221-4.